# Michel-Pouliot Gaspé Airport
Michel-Pouliot Gaspé Airport (franska: Aéroport Michel Pouliot de Gaspé) är en flygplats i Kanada.   Den ligger i regionen Gaspésie–Îles-de-la-Madeleine och provinsen Québec, i den östra delen av landet, 900 km öster om huvudstaden Ottawa. Michel-Pouliot Gaspé Airport ligger 32 meter över havet.
Terrängen runt Michel-Pouliot Gaspé Airport är kuperad åt sydväst, men åt nordost är den platt. Närmaste större samhälle är Gaspé, 6,5 km norr om Michel-Pouliot Gaspé Airport.
I omgivningarna runt Michel-Pouliot Gaspé Airport växer i huvudsak blandskog. Runt Michel-Pouliot Gaspé Airport är det glesbefolkat, med 11 invånare per kvadratkilometer.